# Ca l'Esmandia (Cardedeu)
Ca l'Esmandia és una masia de Cardedeu (Vallès Oriental), catalogada com a bé cultural d'interès local.

## Història
El mas Esmandia apareix en documentació del segle xv i en el fogatge de la vegueria de Barcelona de 1470, se cita Johan Asmandia. Segurament va ser de poca importància fins al segle xvi, època en què hom situar la finestra conopial que hi ha damunt el portal d'entrada..
A finals del segle xix, la finca va ser adquirida per Antoni Llibre Mora, metge de Barcelona i estiuejant a Cardedeu, seguint una tendència del moment en què es van adquirir i modificar molts masos per a convertir-los en cases d'estiueig i va iniciar tot un seguit de reformes que van donar al mas l'aspecte que té actualment. Primer va construir un safareig i dipòsit, i, el 1900 va iniciar la reforma sense modificar l'estructura de la façana, però renovant llindes i finestres i afegint-hi nous cossos i construint una torre mirador i renovant-la interiorment.

## Descripció
Masia de grans proporcions, formada per diferents cossos afegits. Orientat a llevant hi ha el cos central, que és el més antic i consta de planta baixa, pis i golfa i està cobert amb teula àrab a doble vessant i amb carener paral·lel a la façana. Orientada a llevant podem veure-hi la façana principal que és de composició simètrica amb buits ordenats segons tres eixos. A l'eix central s'obre el portal d'entrada, d'arc de mig punt adovellat, i damunt aquest un petit espirall emmarcat per carreus. Les finestres del primer pis estan emmarcades per carreus de pedra granítica i són d'arc conopial. La central amb arc trebolat i recolzat damunt mènsules decorades amb rosasses, és l'única que és antiga, ja que les altres dues són més recents. La resta de finestres són de llinda plana i també estan emmarcades per carreus. A la banda de migdia d'aquest cos principal, s'hi va afegir un altre de planta baixa, pis i golfa amb coberta de teula àrab a una vessant. Finalment, a la banda nord, hi ha dos cossos més de diferent alçada i amb cobertes amb distinta orientació.